# Jakub Jankiewicz
Jakub Jankiewicz (ur. 3 stycznia 2003 w Warszawie) – polski aktor dziecięcy i dubbingowy.

## Życiorys
Zadebiutował rolą Karola Gazdy w serialu fabularnym Macieja Dejczera pt. Chichot losu, gdzie zagrał u boku Marty Żmudy Trzebiatowskiej. Rola w serialu przyniosła mu popularność. Następnie pojawił się w kolejnej, głównej roli – Filipa Poranka, w serialu Prosto w serce.
Na dużym ekranie pojawił się pod koniec 2011 roku, występując w świątecznej produkcji Listy do M., gdzie wcielił się w postać jednego z głównych bohaterów – Kostka Koniecznego, syna Mikołaja (Macieja Stuhra). W 2012 roku zagrał w etiudzie szkolnej Filipa Lufta pt. Szukając gwiazd.
W międzyczasie zagrał w takich serialach, jak: Hotel 52, Czas honoru, Bez tajemnic, Ja to mam szczęście!, Detektyw Łodyga, Spokojnie, to tylko ekonomia!, Na dobre i na złe oraz Strażacy. W latach 2013–2018 wcielał się w postać Antka Szeflera w serialu M jak miłość, a okresie 2013-2017 był jednym z prowadzących katolicki program dla dzieci Ziarno.
Na dużym ekranie ponownie ukazał się pod koniec 2015 roku, w świątecznej produkcji Listy do M. 2. Jako aktor dubbingowy użyczał swojego głosu w kilkudziesięciu filmach i serialach dziecięcych i młodzieżowych.
Jego starsza siostra Natalia również zajmuje się dubbingiem.

## Filmografia

### Filmy
- 2011: Listy do M. jako Kostek Konieczny, syn Mikołaja
- 2012: Szukając gwiazd jako Chłopiec
- 2015: Listy do M. 2 jako Kostek Konieczny, syn Mikołaja
- 2019: The Windermere children jako Salek Falinower
- 2024: Listy do M. Pożegnania i powroty jako Kostek Konieczny, syn Mikołaja
- 2025: Larp. Miłość, trolle i inne questy jako zdezorientowany

Źródło: Filmpolski.pl.

### Seriale
- 2010: Chichot losu jako Karol Gazda
- 2010–2011: Prosto w serce jako Filip Poranek, syn Natalii
- 2011: Hotel 52 jako Marcin Tarnowski, syn Szymona
- 2011: Czas honoru jako Boguś Korzyński
- 2011: Bez tajemnic jako Maks, syn Wolskich
- 2012–2018: M jak miłość jako Antek Szefler
- 2012: Ja to mam szczęście! jako Gniewomir, „mąż” Zosi
- 2012–2014: Detektyw Łodyga jako Tadzik
- 2013–2015: Spokojnie, to tylko ekonomia! jako Krzyś Sobczak
- 2014: Na dobre i na złe jako Staś Pawelec (odc. 570)
- 2015: Strażacy jako Marek Świetlik
- 2018: Komisarz Alex jako Filip Rozen, syn Ludwika (odc. 134)
- 2019: Echo serca. Noc sylwestrowa jako Rafał
- 2020: Ojciec Mateusz jako Paweł Stępień (odc. 295)
- 2020: Król jako żydowski chłopiec
- 2021: Układ jako Sierhiej (odc. 8)
- 2021: Dom pod Dwoma Orłami jako ministrant
- 2021–2022: Na dobre i na złe jako Jacek
- 2022: Na sygnale jako Rafał Barczewski (odc. 396)
- 2023: Korona królów. Jagiellonowie jako żak krakowski Jasiek
- 2025: Pati 2 jako Antek

Źródło: Filmpolski.pl.

### Programy
- od 2013 do 2017: Ziarno jako Kuba